# Cross Slabs von Saint Tudclud

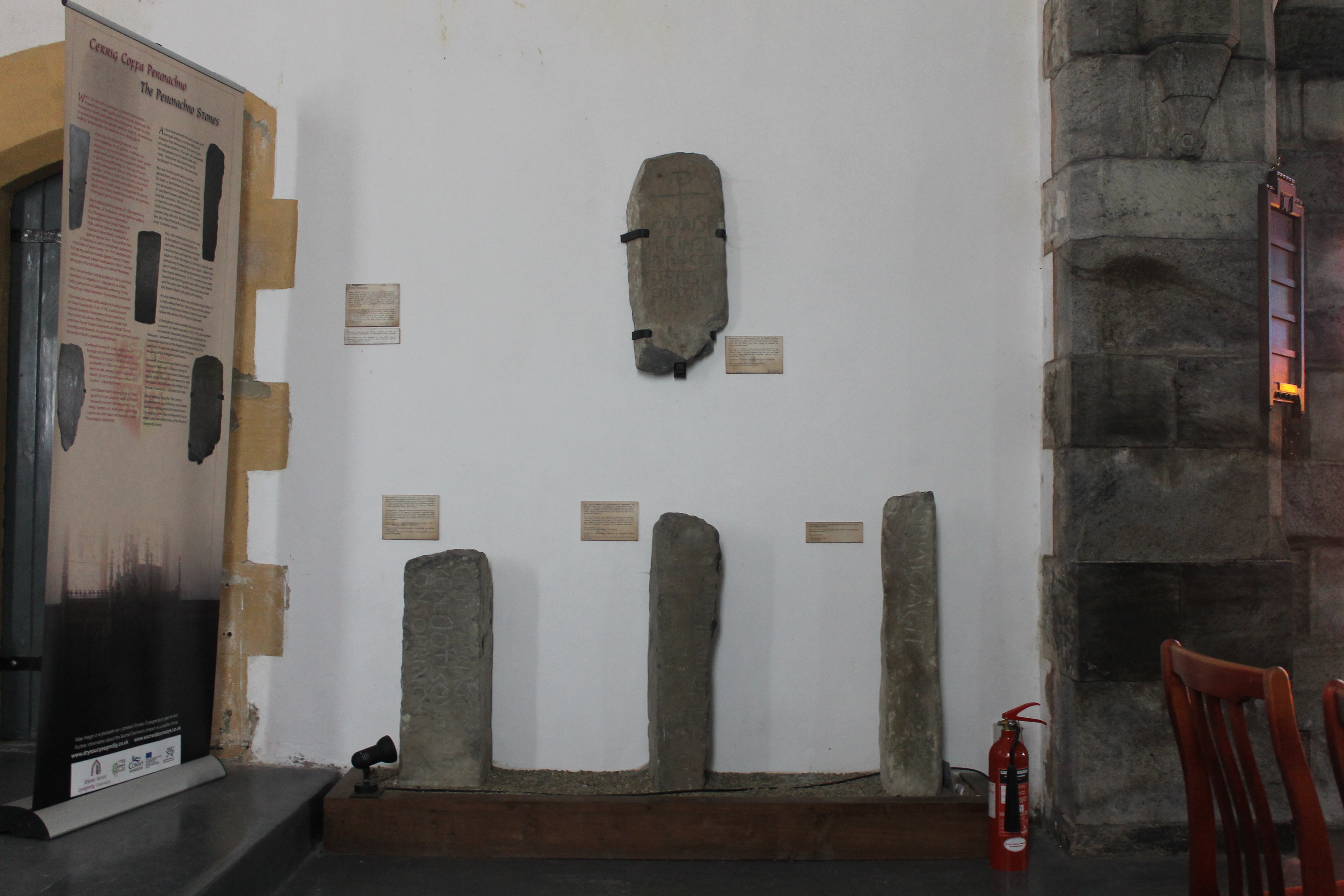
St Tudclud

Die fünf Cross Slabs von Saint Tudclud (alternativ Tyddyd, Tudclyd, Tudglud oder Tudglyd), einer Mitte des 19. Jahrhunderts erbauten Kirche in Penmachno in Gwynedd in Wales, sind bedeutende frühchristliche Kreuzplatten aus dem 5. oder 6. Jahrhundert n. Chr. Über 570 mittelalterliche Skulpturensteine, freistehende Kreuze und Cross-Slabs sind heute aus Wales bekannt. 

Cross Slabs von Saint Tudclud
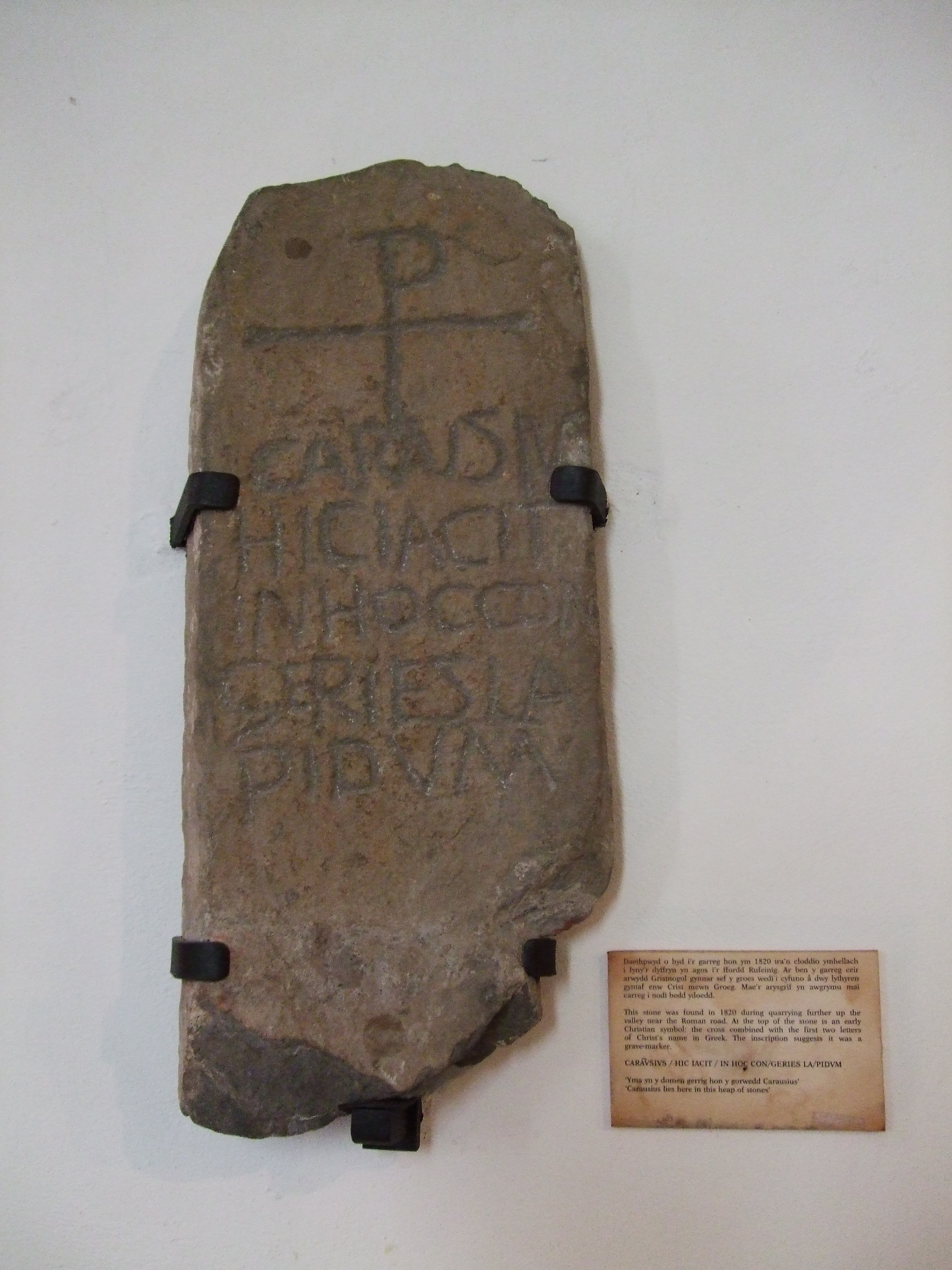
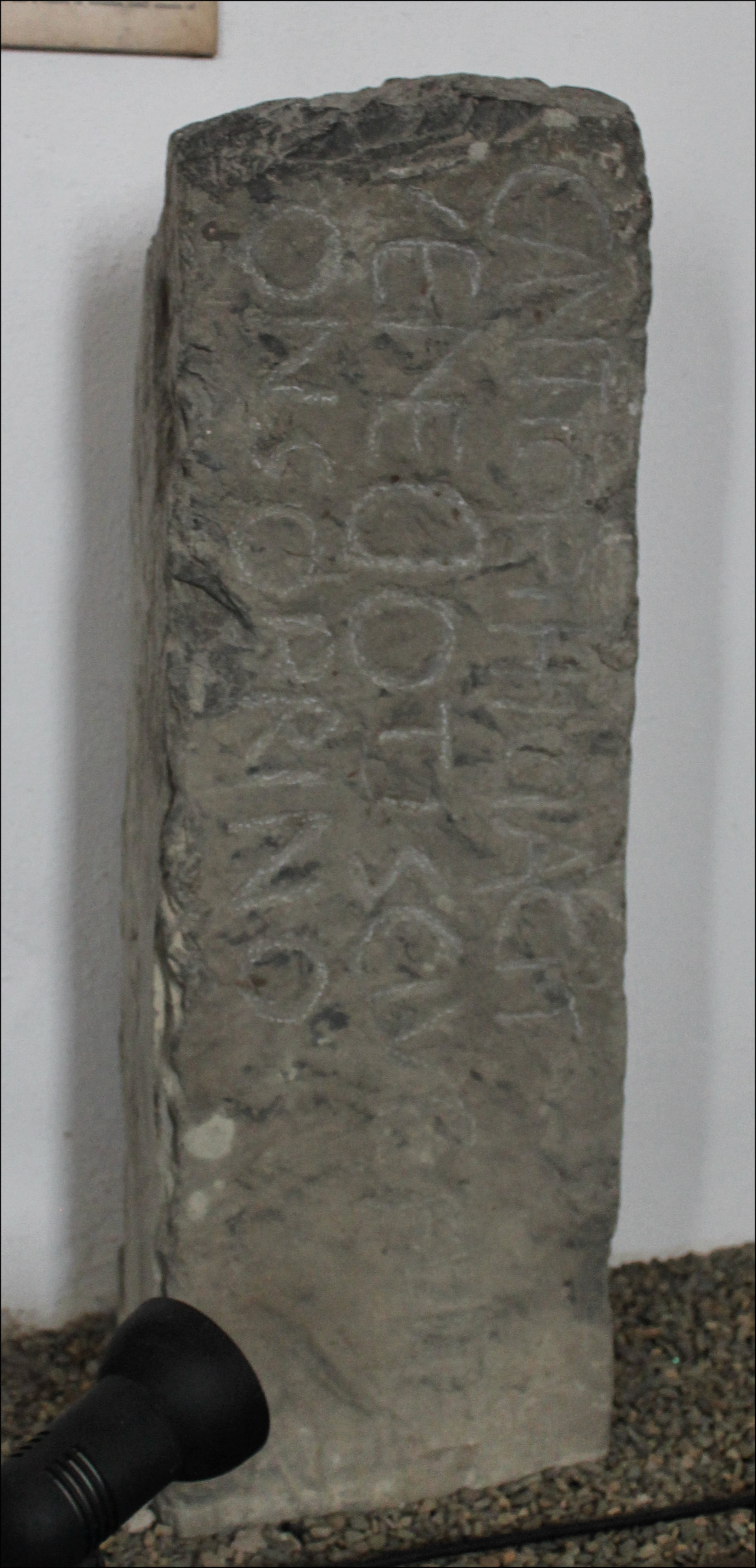
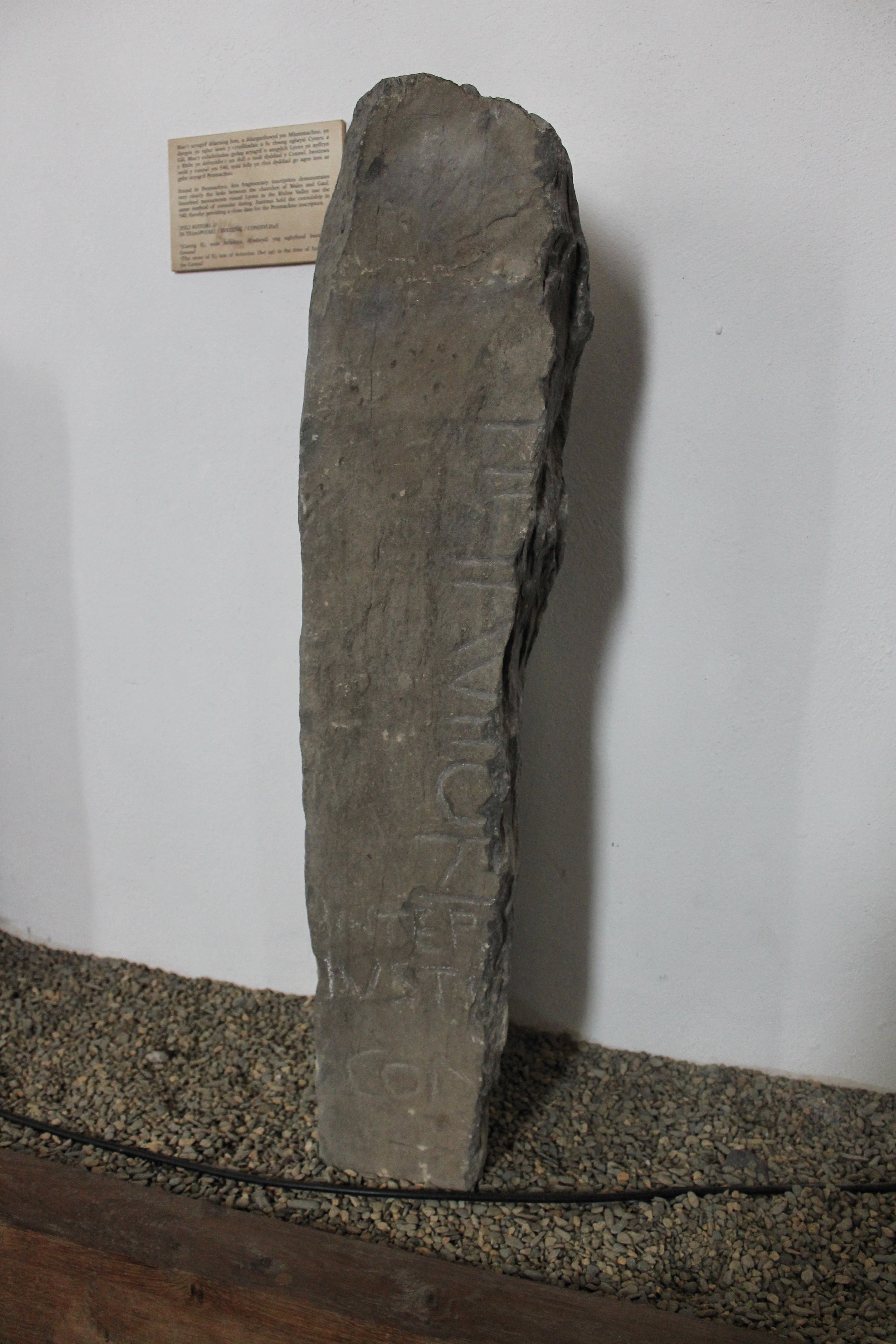
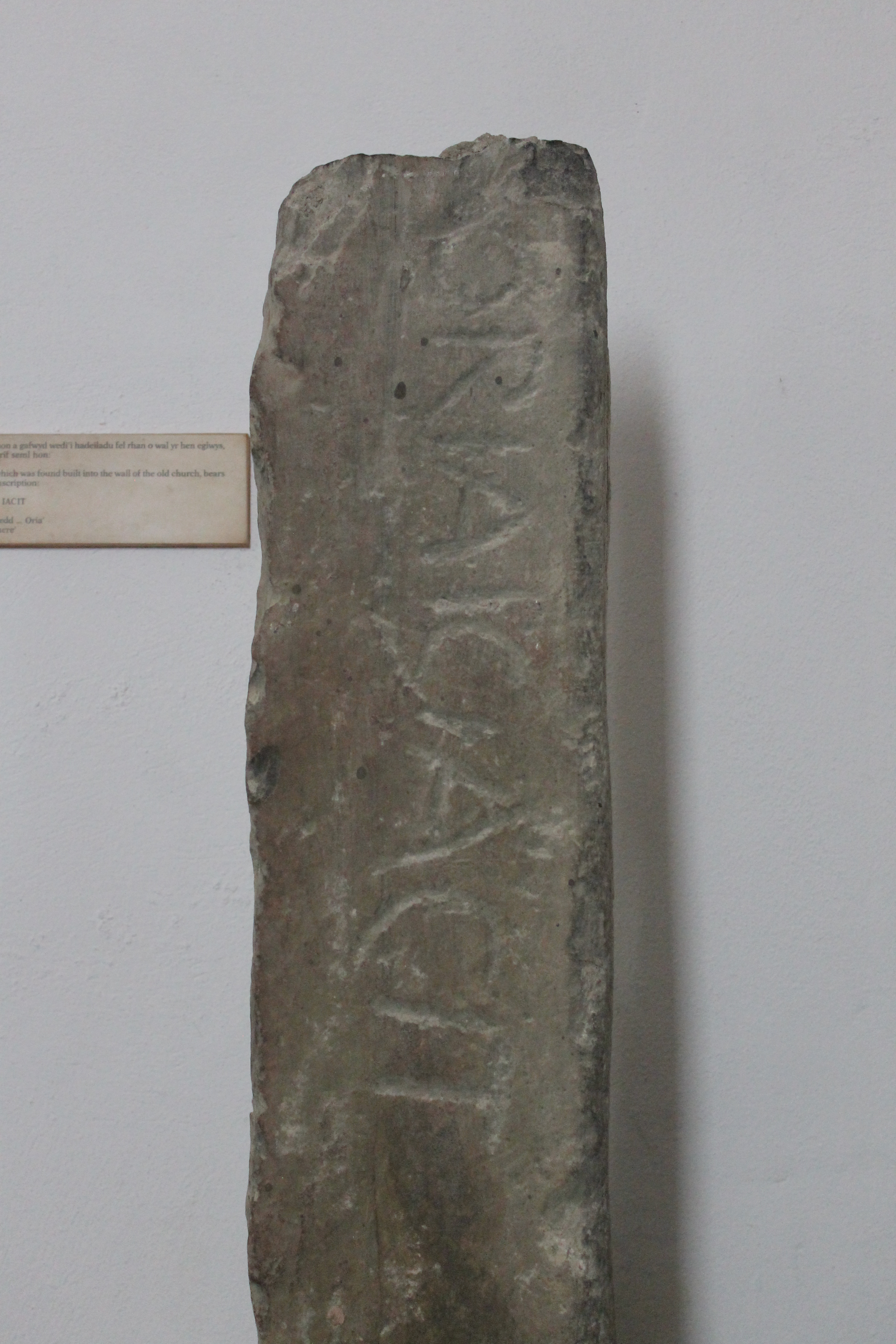

Der Carausius-Stein, der das Chi-Rho-Symbol trägt, wurde 1820 zusammen mit zwei anderen Steinen nahe einer alten Römerstraße gefunden. Es wurde vermutet, dass es sich um den Grabstein von Carausius, einem römischen Militärbefehlshaber, handelt, der 286 in Britannien die Macht an sich riss und 293 ermordet wurde. Dies ist möglicherweise dieselbe Person wie St Caron, dem die Kirche in Tregaron gewidmet ist. 
Ein anderer Stein erinnert an Cantiorix, als Cousin des Magistrats (was darauf hindeutet, dass die politische Struktur der Römer nach ihrem Abzug bis ins 5. Jahrhundert erhalten blieb). Die Inschrift lautet: „Cantiorix hic iacit / Venedotis cives fuit / consobrinos Magli magistrati“ – dt. „Hier liegt Cantiorix / Er war ein Bürger von Gwynedd / und Cousin des Magistrats Maglos“.
Der Text auf der dritten Tafel lautet: „ORIA [H] IC IACIT“ – dt. „Oria liegt hier“. 
Die vierte Steinplatte wurde 1915 in der Gartenmauer eines Hotels (etwa 40 m von der Kirche und 15 m vom Kirchhof entfernt) entdeckt. Eine Interpretation der Inschrift lautet „... Sohn von Avitorius ... in der Zeit von Iustinus dem Konsul“. Es gab einen Konsul namens Justin im Jahre 540, aber die Inschrift ist unklar und könnte auch auf einen Iustus verweisen; der breiteste Datierungsbereich der Platte liegt zwischen 328 und 650 n. Chr. Mehrere Wissenschaftler haben vorgeschlagen, dass sich die Inschrift auf den (ost-)römischen Kaiser Justin II. bezieht, der 566 und 568 Konsul war. Es wird argumentiert, dass dies einer von mehreren Fällen enger Verbindungen zwischen dem nachrömischen Großbritannien und dem Byzantinischen Reich ist. 
Die fünfte Platte wurde beim Abbau in der Nähe der Römerstraße von Cwm Penmachno entdeckt. Sie weist lediglich ein Kreuz auf.

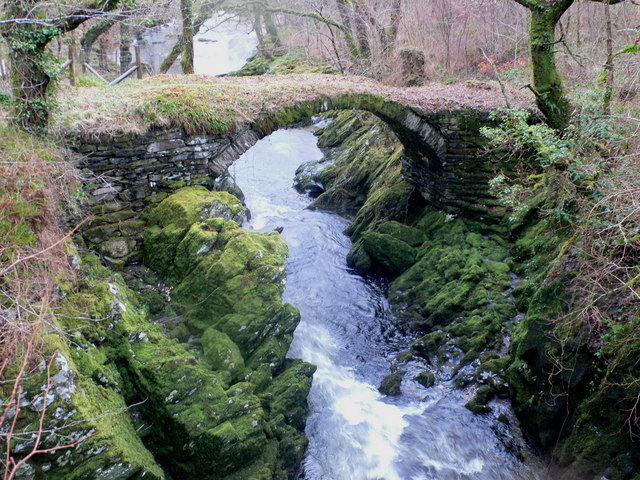
Pont Rhyd-y-Gynnen

Pont Rhyd-y-Gynnen ist eine Römerbrücke im Ort.